# Cal Condomines
Cal Condomines és una obra de Cervera (Segarra) protegida com a Bé Cultural d'Interès Local.

## Descripció
Situat al nucli antic de la ciutat, formant part dels edificis que envolten la plaça Major, característica pels seus porxos. Edifici de planta baixa i dos pisos amb planta i coberta irregulars degut al desnivell del terreny. L'accés es fa mitjançant dues obertures d'arc rebaixat adovellades a partir de carreus ben escairats. Al mateix nivell, hi ha dues obertures rectangulars amb eix vertical, una tipus cotxera i l'altra de dimensions menors. D'aquestes, destaca l'estructura de la cotxera que compta amb uns brancals de carreus ben escairats que suporten una llinda de fusta on s'hi inscriu la data 1743. El pla de la façana, avançat a la plaça, està dividit per dos nivells horitzontals amb dues obertures cadascun, les de la primera planta unides per un únic balcó i les de la segona, amb balcons independents. Corona l'edifici una cornisa dentada. El parament està arrebossat i pintat en color salmó, fruit de la restauració efectuada als anys noranta del segle passat. Les voltes de la planta baixa estan formades a partir de pilars cilíndrics amb base i capitell de pedra, jàsseres i bigues de fusta, de les quals destaca una biga on s'hi inscriu la data 1748.